# Сиенская школа живописи
Сиенская школа — художественная школа итальянской живописи, существовавшая в городе Сиена и окрестностях в XIII—XVII веках. Эту школу отличало особое, присущее только ей смешение византийских, готических и ренессансных элементов. Некоторые мастера, работавшие в сиенской манере, долгое время недооценивались искусствоведческой наукой, что было связано в первую очередь с традицией, идущей от Джорджо Вазари, мнение которого о византийской живописи, стоявшей у истоков сиенской школы, носило негативный характер. Сиена постоянно конкурировала с Флоренцией за гегемонию в Тоскане, а сиенские художники конкурировали с флорентийскими. Сегодня считается устоявшейся точка зрения, что в XIII—XIV веках сиенская школа шла впереди флорентийской, и только в XV—XVI веках уступила ей пальму первенства.
Для определения статуса художественной школы в искусствознании принято использовать четыре основных критерия: топографический, хронологический, моральный и стилевой. Проще говоря, необходимы единство времени и места, а также общности, преемственности художественных методов и технических приёмов. У художников сиенской школы кроме этого было и нечто иное — своё особое мировидение и религиозная идеология, которая питала это мировидение. Сиенский художник не хотел и не мог быть флорентийским, потому что уже был сиенским, со своим сиенским патриотизмом, верностью традиции, и своим пониманием красоты. Вероятно, сиенский художник был ближе «миру горнему», чем земному, поэтому он следовал тем художественным приёмам, которые с его точки зрения могли реальнее передать религиозную идею, чем так называемый реализм.

## Начало
Истоки сиенской живописной традиции следует искать во второй половине XIII века. Именно к этому периоду относится творчество первых мастеров, предшественников Дуччо, которые распространившуюся в Тоскане византийскую живопись стали трансформировать в соответствии со своими представлениями и вкусами. Распространение византийской манеры было связано с общим мнением, что византийские иконы более достоверно передают лики Христа и прочих евангельских персонажей, и обладают чудодейственной силой. Однако готические импульсы, проникавшие в Тоскану с севера, вносили коррективы и воспитывали вкус к экспериментаторству.
С одной стороны, всю тосканскую живопись того времени, и сиенскую в частности, можно рассматривать лишь как провинциальный вариант византийской живописи, в одном ряду с живописью греческой, сербской или болгарской. С другой стороны, сиенские художники создавали разнообразные вариации на византийские темы и всё более удалялись от византийской иератичности, создавая уникальный сплав разных художественных традиций. С середины XIII века в сиенской живописи ощущается заметное оживление. Положительную роль в развитии сиенской школы сыграло появление в Сиене Коппо ди Марковальдо. Сиенские мастера второй половины XIII века — Гвидо да Сиена, Диетисальви ди Спеме, Гвидо ди Грациано и др. своими разнообразными перепевками византийского искусства подготовили почву для качественного скачка сиенской живописи. Нужен был талант, который вывел бы сиенское искусство на новый уровень. Им оказался Дуччо.
После битвы при Монтаперти (1260), в которой сиенцы с верой в то, что им покровительствует Богородица, победили флорентийцев, Сиена стала центром культа Мадонны. В 1260—1300 годах большинство икон Мадонны для церквей Тосканы производилось в художественных мастерских Сиены. Именно поэтому в сиенской живописи, дошедшей до нас с тех времен, так много изображений Богоматери. Её культ в Сиене настолько глубоко укоренился, что помимо церквей её «портрет» сочли нужным поместить даже на стене Палаццо Пубблико, чтобы она «присутствовала» на всех заседаниях городского совета (фреска Симоне Мартини «Маэста» 1315 года).

## XIV век
За исключением крупной политико-нравственной манифестации, которой являются фресковые аллегории Амброджо Лоренцетти в Палаццо Пубблико, практически вся сиенская живопись XIV века тематически была связана с Библией или жизнеописаниями святых, то есть была религиозной.
В конце XIII века Дуччо радикально трансформирует византийскую манеру, создав то, что уже можно отчасти считать разновидностью готической живописи. Вокруг него возникает целая группа учеников: Мастер Бадиа а Изола, Уголино ди Нерио, Сенья ди Бонавентура и его сын Никколо ди Сенья, а также так называемый Мастер Читта ди Кастелло. Дуччо — это фундамент сиенской школы.
Следующая крупная фигура — Симоне Мартини. Он уже был знаком с живописным рационализмом Джотто, но переработав его в готическом духе, создал изысканный сплав. Его учениками были Липпо Мемми и некоторые художники, работавшие в Авиньоне, например, Маттео Джованнетти.
Крупнейшими мастерами первой половины XIV века были братья Пьетро и Амброджо Лоренцетти. Пьетро смело включил в своё творчество некоторые новации Джотто. Он повлиял на Никколо ди Сер Соццо и Бартоломео Булгарини. Амброджо Лоренцетти, который в 1321 году побывал во Флоренции, в своём творчестве использовал опыт флорентийских художников.
Эпидемия чумы 1348 года внесла свои коррективы. Общий упадок не обошёл стороной и художественный процесс, а некоторые художники просто умерли от чумы. После этой катастрофы, по подсчётам специалистов, производство художественной продукции в Тоскане сократилось примерно в пять раз.
Художники второй половины XIV века — Лука ди Томме, Липпо Ванни, Якопо ди Мино дель Пелличчайо, и др. в своём творчестве опирались на достижения сиенской школы первой половины века, создавая утончённое религиозное искусство.

### Портретный жанр
О влиянии сиенской школы на создание портретного жанра Нового времени см. Портрет итальянского Ренессанса. Сиенская школа.

## XV век
Если «идейным мотором» флорентийской живописи XV века были представления гуманистов и научные знания, то идейным стержнем художников Сиены в XV веке по-прежнему была религиозная нравственность. Такое положение учёные объясняют влиянием, которое имел нравственный пример св. Екатерины Сиенской, а также проповедями другого церковного деятеля — жившего в Сиене в начале XV века святой Бернардина, который своими зажигательными речами доводил толпу до исступления.
Возвышенная религиозная духовность требовала соответствующего художественного языка, в связи с чем живописные приемы интернациональной готики оказались ближе сиенским художникам, чем приёмы флорентийской школы. Конечно, сиенские мастера видели работы флорентийцев, но относились к ним с известной долей отчуждения. Возможно, в этом сказывался и долгий антагонизм между Сиеной и Флоренцией. Так или иначе, если сравнивать живопись Флоренции и живопись Сиены XV века, в глаза бросается некоторая консервативность последней. Однако этот консерватизм не отменяет особую поэтичность и изысканность, присущие сиенской школе в целом.
Сиенская живопись второй половины XV века недостаточно хорошо изучена. Однако уже сегодня ясно, что сиенский Ренессанс не был бледной тенью Ренессанса флорентийского, но обладал самостоятельным развитием с середины XV века. Большую роль в постепенном повороте от сиенской 200-летней традиции сыграл Эней Сильвий Пикколомини, который под именем Пия II был избран папой римским. Этот выдающийся гуманист и литератор покровительствовал Сиене во время своего понтификата, опекал искусство, был проводником нового мировоззрения. Сиенские художники всё более включались в круговорот тосканских художественных идей, а достижения сиенских живописцев вызывали восхищение у флорентийских художников, склонных к поэтическому мировиденью, например у Боттичелли.
Флорентийское влияние сказалось на работах одного из ведущих художников Сиены XV века — Сассетты. В 1427 и в 1457—1459 годах в Сиену приезжал Донателло. Созданные им в Сиене произведения усилили влияние флорентийских художественных идей, которые нашли отражение в творчестве Веккьетты и Доменико ди Бартоло. Эти идеи отчасти присутствуют в творчестве сиенских художников второй половины XV века — Маттео ди Джованни, Нероччо де Ланди, Франческо ди Джорджо, Бенвенуто ди Джованни, однако трактованы ими в чисто сиенском, сказочно-поэтическом, готическом духе.

## XVI век
В середине XVI века Сиенская республика пала. Однако ещё до падения республики тихо скончалась сиенская школа живописи. Тот цельный, проникнутый высокой религиозностью дух, который питал сиенское искусство, уступал место новому, более трезвому, научному взгляду на мир, а сиенские художники отказывались от местной традиции, заимствуя идеи у самых разных мастеров. Среди последних сиенских художников, в чьей живописи просматривается связь с местной традицией, можно упомянуть Бернардино Фунгаи, его ученика Джакомо Паккьяротти, Джироламо дель Паккья. Крупные сиенские художники XVI века — Доменико Беккафуми и Содома работали уже совсем в другом стиле, который определяется как маньеризм.

## Художники

### 1200—1250
- Мастер из Трессы

### 1251—1300
- Коппо ди Марковальдо
- Гвидо да Сиена
- Диетисальви ди Спеме
- Гвидо ди Грациано
- Ринальдо да Сиена
- Вигорозо да Сиена

### 1301—1350
- Дуччо ди Буонинсенья
- Меммо ди Филиппуччо
- Уголино ди Нерио
- Сенья ди Бонавентура
- Мастер Бадиа а Изола
- Мастер Читта ди Кастелло
- Барна да Сиена
- Симоне Мартини
- Липпо Мемми
- Амброджо Лоренцетти
- Пьетро Лоренцетти
- Уголино Лоренцетти
- Бартоломео Булгарини
- Никколо ди Сенья
- Франческо ди Сенья
- Наддо Чеккарелли
- Мео да Сиена

### 1351—1400
- Бартоло ди Фреди
- Спинелло Аретино
- Таддео ди Бартоло
- Андреа Ванни
- Липпо Ванни
- Франческо ди Ваннуччо
- Лука ди Томме
- Никколо ди Сер Соццо
- Паоло ди Джованни Феи
- Никколо ди Бонаккорсо
- Якопо ди Мино дель Пелличчайо
- Андреа ди Бартоло
- Кристофоро ди Биндоччо

### 1401—1450
- Джованни ди Паоло
- Пьетро ди Джованни д'Амброджо
- Стефано ди Джованни Сассетта
- Мастер Оссерванца
- Приамо делла Кверча
- Лоренцо ди Пьетро (Веккьетта)
- Доменико ди Бартоло
- Мартино ди Бартоломео
- Бенедетто ди Биндо
- Сано ди Пьетро
- Грегорио ди Чекко

### 1451—1500
- Маттео ди Джованни
- Нероччо де Ланди
- Сано ди Пьетро
- Франческо ди Джорджо
- Бернардино Фунгаи
- Бенвенуто ди Джованни
- Ориоли, Пьетро
- Коццарелли Гвидоччо
- Пеллегрино ди Марьяно
- Андреа ди Никколо
- Мастер истории Гризельды
- Пьетро ди Доменико да Сиена
- Никола ди Улиссе

### 1501—1550
- Джироламо ди Бенвенуто
- Паккьяротти Джакомо
- Джироламо дель Паккья
- Содома
- Доменико Беккафуми

### 1550—1600
- Бартоломео Нерони (Иль Риччо)

### 1601—1650
- Вентура Салимбени
- Симондио Салимбени
- Франческо Ванни